# Xã Beaver Dam, Quận Butler, Missouri
Xã Beaver Dam (tiếng Anh: Beaver Dam Township) là một xã thuộc quận Butler, tiểu bang Missouri, Hoa Kỳ. Năm 2010, dân số của xã này là 4.473 người.